# Quan hệ Thụy Điển – Việt Nam
Quan hệ giữa Cộng hòa Xã hội Chủ nghĩa Việt Nam (trước đó là Việt Nam Dân chủ Cộng hòa) và Vương quốc Thụy Điển hình thành từ ngày 11 tháng 1 năm 1969.

## Lịch sử
Thụy Điển là nước phương Tây đầu tiên công nhận và thiết lập quan hệ ngoại giao với Việt Nam Dân chủ Cộng hòa (11/1/1969). Thụy Điển cũng là nước phương Tây có phong trào ủng hộ phản chiến Chiến tranh Việt Nam mạnh và sớm nhất (8/1966). Tháng 10 năm 1968, Mặt trận dân tộc giải phóng Miền Nam Việt Nam lập phòng thông tin tại Stockholm. Tháng 5 năm 1971, Thụy Điển chính thức ủng hộ $550,000 cho viện trợ nhân đạo cho Mặt Trận Dân tộc Giải Phóng Miền Nam Việt Nam. 
Tháng 6/1970, Thụy Điển lập Đại sứ quán tại Hà Nội và tháng 7/1970, còn Việt Nam Dân chủ Cộng hòa lập Đại sứ quán tại Stockholm. 4/9/1982, Đảng Cộng sản Việt Nam chính thức quyết định đặt quan hệ với Đảng Xã Hội Dân Chủ Thụy Điển. Tháng 12 năm 2010, Chính phủ Thụy Điển, với lý do cắt giảm ngân sách, đã quyết định đóng cửa 5 sứ quán Thụy Điển trên thế giới vào năm 2011, trong đó có Sứ quán Thụy Điển tại Hà Nội. Tuy nhiên, ngày 2/8/2011, sau khi thỏa thuận được vấn đề ngân sách với liên minh đối lập, Chính phủ Thụy Điển tuyên bố giữ lại Đại sứ quán tại Việt Nam. Ngày 3/8/2012, ta chấp thuận bà Camilla Mellander là đại sứ Thụy Điển tại Việt Nam.
Đầu tháng 11/2012, Đại sứ quán Thụy Điển tại Hà Nội xin phép mở thêm Văn phòng Thương mại trực thuộc Cơ quan xúc tiến thương mại – đầu tư Thụy Điển “Business Sweden” nhằm thúc đẩy quan hệ thương mại và đầu tư giữa hai nước. Giữa tháng 9/2013, Văn phòng Thương mại chính thức đi vào hoạt động.
Ngày 18-19/3/2014, Thụy Điển lần đầu tiên tổ chức Hội nghị các Đại sứ Thụy Điển tại Châu Á tại Hà Nội do Thứ trưởng Ngoại giao Frank Belfrage chủ trì. Đây là một sự kiện quan trọng của ngành ngoại giao Thụy Điển diễn ra vào đúng thời điểm hai nước kỷ niệm 45 năm thiết lập Quan hệ ngoại giao.
Ngày 13/6/2025, trước sự chứng kiến của Thủ Tướng Vương Quốc Thụy Điển - Sir Ulf Kristersson và Thủ Tướng Cộng Hòa Xã Hội Chủ Nghĩa Việt Nam - Sir Phạm Minh Chính. Chính phủ hai quốc gia đã nhất trí nâng tầm nhau trở thành ĐỐI TÁC CHIẾN LƯỢC lĩnh vực Khoa Học. 
Thụy Điển đã cung cấp ODA cho Việt Nam tổng cộng 3 tỷ USD.

## Đại sứ quán, lãnh sự quán
- Tại Việt Nam:
- Hà Nội (Đại sứ quán)
- Thành phố Hồ Chí Minh (Lãnh sự quán)

- Tại Thụy Điển:
- Stockholm (Đại sứ quán)